# Die drei Schwestern (Kurzfilm)
Die drei Schwestern (Originaltitel Sororal oder auch Sororelle, angelehnt an die französische Schwesterlichkeit „sororité“) ist ein animierter Kurzfilm mit Puppen von Frédéric Even und Louise Mercadier.

## Handlung
Die drei Schwestern Anna, Madeleine und Emilie begegnen einem Fremden, der ihnen erzählt, das Meer werde kommen und sie müssten unbedingt von dort verschwinden. Dennoch entscheiden sie sich dort im flachen Land zu bleiben, denn ihr kleines Haus ist das Einzige, was sie haben. In den nächsten Tagen bemerken sie seltsame Veränderungen. Die Wäsche ist nach dem Trocknen ganz steif und riecht salzig, und sie bemerken, dass sich ihre Haut entzündet und zu verkrusten beginnt. 
Ein starker Wind kündigt das Wasser an, das in einer großen Welle durch die Salzwüste auf sie zurollt, doch wie durch ein Wunder kurz vor ihnen verebbt. Emilie fällt erstarrt von der Aussichtsplattform vor ihrem Haus, und ihre Schwester packt sie auf ihren Rücken und läuft mit ihr in das Wasser. Die dritte Schwester schaut hinterher, als sie darin verschwinden.

## Produktion
Der Originaltitel Sororal, in einer alternativen Schreibweise auch Sororelle, ist an die französische Schwesterlichkeit „sororité“ angelehnt und damit dem französischen Pendant zur „Brüderlichkeit“.
Die Schwestern stehen im Film für die drei unterschiedlichen Möglichkeiten, wie man auf die sich ankündigende Bedrohung reagieren kann. Eine der Schwestern will sofort weglaufen, die andere erkennt darin ein mystisches Ereignis, und die dritte betrachtet die Situation pragmatisch und glaubt, dass man der Flut nicht entkommen kann.
Regie führten Frédéric Even und Louise Mercadier. Even ist ein Absolvent der Sorbonne.
Die für den Film verwendeten Puppen wurden aus Kunstharz gefertigt. In die Puppen wurde Papier eingearbeitet.
Eine erste Vorstellung erfolgte am 17. Oktober 2019 beim Internationalen Filmfestival Warschau. Im März und Anfang September 2020 wurde der Film im Kurzfilmmagazin Kurzschluss von Arte vorgestellt.

## Auszeichnungen
Brisbane International Film Festival 2020
- Special Mention[2]

Festival national du film d’animation 2020
- Auszeichnung mit dem Prix du public pour un court métrage professionnel

Internationales Filmfestival Warschau 2019
- Auszeichnung mit dem Grand Prix als Bester Kurzfilm (Frédéric Even und Louise Mercadier)[3]